# Grande Deserto de Vitória

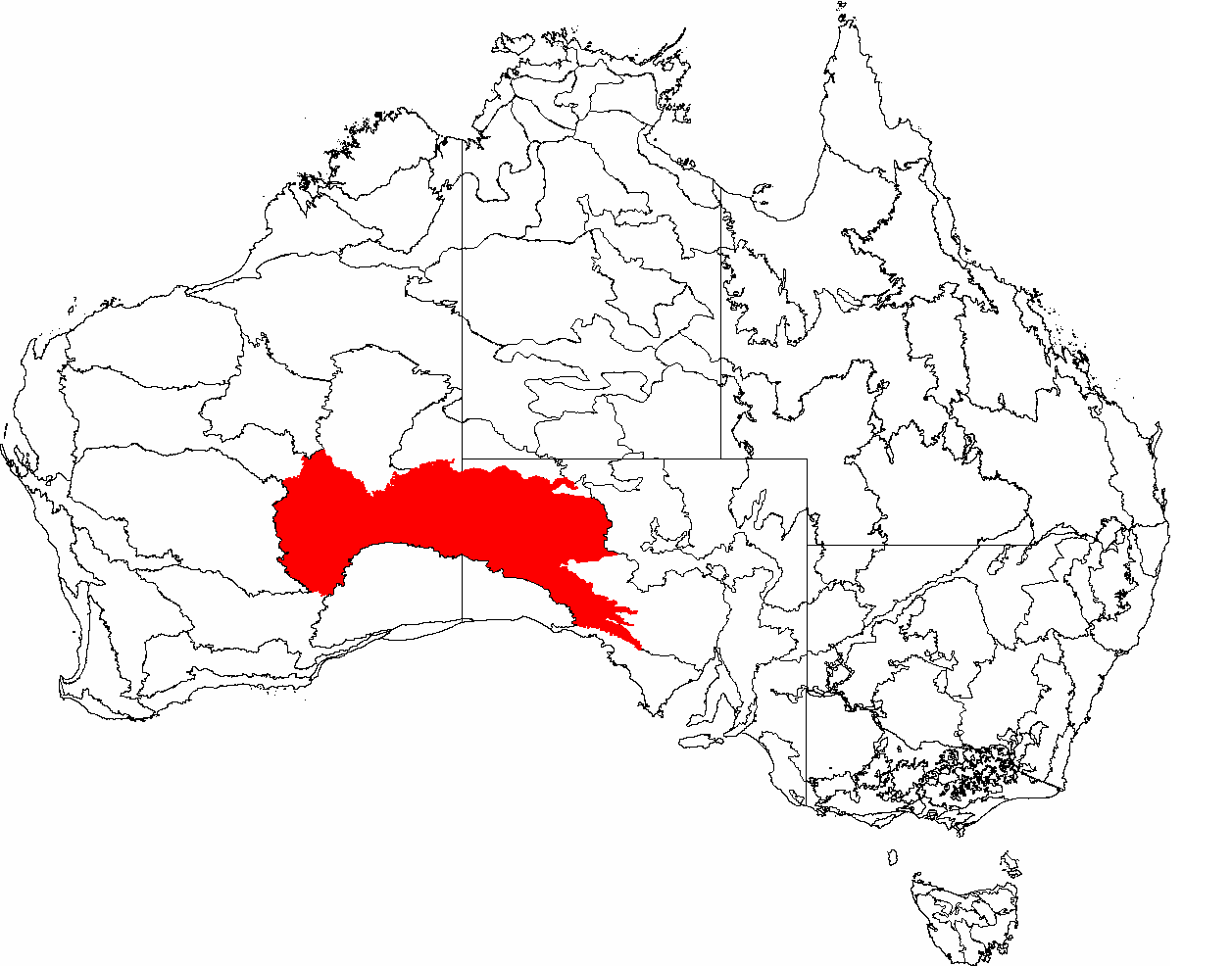
Em vermelho, sua localização na Austrália.

O Grande Deserto de Vitória (em inglês: Great Victoria Desert) é um deserto esparsamente populado. Fica no Sudoeste da Austrália. De leste a oeste, possui uma extensão de mais de 700 quilômetros e cobre uma área de 424 400 quilômetros quadrados. É muito árido e quente, com escassa produção agrícola. O nível de precipitação é baixíssimo, com média de 150-250 milímetros. Em poucos lugares, tem geadas no inverno. É habitado por diferentes grupos de aborígenes australianos.
Em 1875, o explorador britânico Ernest Giles foi o primeiro europeu a cruzar este deserto. Daí a origem do nome remeter à então Rainha Vitória do Reino Unido. O Grande Deserto de Vitória é o maior da Austrália.